# جودت الملط
المستشار الدكتور جودت الملط (1 يوليو 1935 - 30 نوفمبر 2024)، هو رئيس الجهاز المركزي للمحاسبات (مصر) في الفترة من 10 أكتوبر 1999 حتى 9 أكتوبر 2011.

## المؤهلات العلمية
- ليسانس الحقوق من جامعة الإسكندرية 1956.
- دبلوم القانون العام جامعة القاهرة 1957.
- دبلوم الاقتصاد السياسي جامعة القاهرة 1958.
- دكتوراة في القانون بمرتبة الشرف الأولى جامعة القاهرة 1967.

## حياته المهنية
- عمل بالسلك القضائى لمجلس الدولة منذ عام 1956 حتى 30 يونيو 1999.
- رئيس إدارة الفتوى لرئاسة الجمهورية ومجلس الوزراء والمحافظات.
- رئيس المحكمة التأديبية لمستوى الإدارة العليا.
- رئيس التفتيش القضائى.
- رئيس المحكمة الإدارية العليا.
- رئيس محكمة الاحزاب السياسية.
- نائب رئيس مجلس الدولة منذ عام 1986.
- رئيس مجلس الدولة منذ عام 1998.
- رئيس نادى مجلس الدولة لمدة ثلاث دورات متتالية.
- رئيس شرف لنادى مجلس الدولة مدى الحياة.
- مستشار قانونى لإمارة أبو ظبي (1972 - 1984).
- قام باعداد أول موسوعة للتشريعات في القوانين والمراسيم والأنظمة والقرارات لإمارة أبو ظبي (1965 – 1980).
- أشرف على العديد من رسائل الدكتوراه في جامعة القاهرة، عين شمس، طنطا.

## جوائز وتكريمات
- حاصل على وسام الجمهورية من الطبقة الأولى.[1]